# Manfred Krebernik
Manfred Krebernik (* 22. Februar 1953 in Traunstein) ist ein deutscher Altorientalist.

## Leben
Er wurde 1981 an der Universität München mit einer Arbeit zur ältesten keilschriftlichen Beschwörungsliteratur promoviert. Seine Habilitation mit der Arbeit Materialien zur Erforschung der ältesten mesopotamischen Götterlisten erfolgte ebenfalls in München. Er wurde 1998 als Professor für Assyriologie (altorientalische Kulturgeschichte) an die Universität Jena berufen. Seit 2003 ist er korrespondierendes Mitglied der Bayerischen Akademie der Wissenschaften.
Manfred Krebernik war Mitglied deutscher Ausgrabungen im Irak und in Syrien, wo er sich als Kopist von Keilschriftdokumenten betätigte. Er gilt als Experte für älteste literarische Keilschrifttexte (Sumerisch und Akkadisch, 3. Jahrtausend v. Chr.). Seine Habilitation machte ihn in der Fachwelt zu einem Kenner der Götterwelt des Zweistromlandes.

## Schriften (Auswahl)
Monographien
- Die Beschwörungen aus Fara und Ebla. Untersuchungen zur ältesten keilschriftlichen Beschwörungsliteratur (= Texte und Studien zur Orientalistik. Band 2). Olms, Hildesheim u. a. 1984, ISBN 3-487-07479-6 (zugleich Dissertation, Ludwig-Maximilians-Universität München 1981).
- Die Personennamen der Ebla-Texte. Eine Zwischenbilanz (= Berliner Beiträge zum vorderen Orient. Band 7). Reimer, Berlin 1988, ISBN 3-496-00906-3.
- mit Josef Bauer, Robert K. Englund: Späturuk-Zeit und frühdynastische Zeit (= Orbis biblicus et orientalis. Band 160,1). Vandenhoeck & Ruprecht, Göttingen u. a. 1998, ISBN 3-7278-1166-8.
- Ausgrabungen in Tall Biʿa, Tuttul. Band 2: Die altorientalischen Schriftfunde (= Wissenschaftliche Veröffentlichungen der Deutschen Orient-Gesellschaft. Band 100). Saarbrücker Druck und Verlag, Saarbrücken 2001, ISBN 3-930843-70-6.
- Götter und Mythen des Alten Orients. C. H. Beck, München 2012, ISBN 978-3-406-60522-2.

Herausgeberschaften
- mit Jürgen van Oorschot: Polytheismus und Monotheismus in den Religionen des Vorderen Orients (= Veröffentlichungen zur Kultur und Geschichte des Alten Orients und des Alten Testaments. Band 298). Ugarit-Verlag, Münster 2002, ISBN 3-934628-27-3.
- mit Hans Neumann: Babylonien und seine Nachbarn in neu- und spätbabylonischer Zeit. Wissenschaftliches Kolloquium aus Anlass des 75. Geburtstags von Joachim Oelsner, Jena, 2. und 3. März 2007 (= Veröffentlichungen zur Kultur und Geschichte des Alten Orients und des Alten Testaments. Band 396). Ugarit-Verlag, Münster 2014, ISBN 978-3-86835-077-7.